# Премія імені Омеляна Поповича

Омелян Олександрович Попович

Премія імені Омеляна Поповича (Премія ім. Омеляна Поповича, Відзнака «Лауреат премії ім. Омеляна Поповича») — почесна відзнака Чернівецької обласної державної адміністрації для нагородження працівників освіти Чернівецької області.

## Заснування премії
Премія заснована 13 вересня 2004 року розпорядженням Чернівецької обласної державної адміністрації з метою відзначення найкращих викладачів та організаторів освіти і науки області, вчителів та вихователів, які «…за переконанням колег і учнів виявляють і розкривають талант вихованців, підтримують розвиток інтелекту, є активними учасниками відродження національної школи, охорони і збереження культурно-історичних святинь свого та інших народів Буковини».

## Нагородження
Нагородження відзнакою здійснюється під час проведення урочистостей з нагоди Дня працівників освіти разом з сертифікатом та врученням грошової премії. Нагородження здійснюється на підставі розпорядження голови облдержадміністрації, яке оприлюднюється в ЗМІ.

## Порядок представлення до нагородження
Висувати кандидатури для нагородження почесною відзнакою мають право трудові колективи закладів, установ освіти області, в яких працюють претенденти, шляхом порушення клопотання перед управлінням освіти і науки облдержадміністрації. Подання про нагородження відзнакою голові облдержадміністрації вносить управління освіти і науки облдержадміністрації, яке на підставі порушених клопотань готує відповідні представлення.

## Опис почесної відзнаки
В основі художньої конструкції почесної відзнаки «Лауреат премії ім. Омеляна Поповича» — круг, який виконаний у сріблі та позолоті. На площині круга зображений барельєф відомого учителя, громадського діяча та організатора українського шкільництва на Буковині Омеляна Поповича. Зліва і справа від барельєфа — роки життя Поповича.
На зворотній площині відзнаки по кругу напис «Чернівецька обласна державна адміністрація», «Управління освіти і науки», в центрі гілка лаврового листа. Матеріали виконання: срібло 925 проби, позолота 960 проби, модифіковані природно-полімерні емалі.
Відзнака з'єднується кільцем, над яким зображено маленький Герб України з прямокутною планкою сріблястого кольору, на якій розташований напис «Лауреат премії ім. Омеляна Поповича» та триколірна (блакитний, жовтий, зелений кольори) стрічка. На зворотному боці планки — застібка для прикріплення відзнаки на одязі. Відзнака закріплюється на сертифікаті.

## Перші лауреати премії
- Василь Грубий — вчитель математики, директор Кельменецької СШ;
- Степан Далаврук — доцент кафедри педагогіки та психології ЧНУ;
- Марія Іванчук — вчителька початкових класів СШ № 23 (м. Чернівці);
- Михайло Іванюк — вчитель української мови, голова Вижницького районного осередку товариства «Просвіта»;
- Віктор Кравченко — вчитель хімії Шишковецької СШ Кіцманського району;
- Людмила Лук'яненко — директор СПТУ № 3 Чернівців